# Cecil Griffiths
Cecil Redvers Griffiths (Neath, 18 de fevereiro de 1900 – Londres, 11 de abril de 1945) foi um velocista e campeão olímpico britânico.
Nascido no País de Gales, começou a correr com regularidade aos 18 anos, depois de se alistar no Exército Britânico, já nos últimos meses da I Guerra Mundial. A guerra terminou antes que ele pudesse ver um único combate, enquanto esteve no exército, mas, venceu uma corrida de 440 jardas enquanto prestava serviço militar. Com o fim do conflito se juntou ao Surrey Athletics Club, pelo qual fez algumas corridas, conseguindo dois terceiro lugares nas provas de 440 jardas, em 1919 e 1920, o que lhe garantiu um lugar na equipe britânica de atletismo que disputaria os Jogos Olímpicos de Antuérpia em 1920.
Participou do revezamento 4x400 m, conquistando a medalha de ouro em Antuérpia, juntamente com  Robert Lindsay, John Ainsworth-Davis e Guy Butler. Também selecionado para correr os 400 m rasos, mas, não disputou a prova, devido a uma contusão. De volta ao Reino Unido, continuou a disputar corridas, mas, no fim de 1923 foi banido das competições amadoras acusado de receber prêmios por vitórias em corridas não-oficiais em Neath e Swansea, em 1917, quando ainda era adolescente; o total que teria recebido totalizava menos de 10 libras.:153 Passando a ser considerado profissional, lhe foi permitido participar de provas no Reino Unido, mas, foi impedido de representar o país internacionalmente e por isso não participou dos Jogos de Paris 1924, onde deveria novamente correr os 4x400 m e mais os 800 m individualmente.
Griffiths retirou-se das corridas em 1929. Perdeu seu emprego por causa da Grande Depressão que se seguiu à Quebra da Bolsa de Nova York em outubro de 1929 e foi forçado a vender vários de seus troféus e medalhas.:226 Durante a Segunda Guerra Mundial alistou-se na Home Guard e em certa ocasião salvou a vida de um companheiro que deixou cair uma granada jogando-a sobre um muro.:238-239 Morreu de ataque cardíaco aos 45 anos dentro de uma estação de trem num subúrbio de Londres. É um dos únicos quatro galeses a conquistar uma medalha de ouro olímpica.